# Therese Albertine Louise von Jakob Robinson
Therese Albertine Louise von Jakob, asszonynevén Robinson írói nevei: Talvj (leánynevének kezdőbetűi) és Ernst Berthold (Halle, 1797. január 26. – Hamburg, 1870. április 13.) német írónő, Edward Robinson tudós neje.

## Pályája
1807-ben elkísérte professzor édesapját harkovi útjára Oroszországba. Itt ismerkedett meg a szláv nyelvekkel és első verseit is itt írta. 1816-ban visszatért Halléba, később Walter Scott két regényét is lefordította németre, melyek Ernst Berthold név alatt jelentek meg. A többi munkája Talvj név alatt látott napvilágot. 1828-ban ment férjhez Edward Robinson tudóshoz, őt tudományos utazásain is elkísérte. Amerikába érkezve az indián nyelveket tanulmányozásához fogott. Írt számos elbeszélést is.

## Munkái
- Volkslieder der Serben (2 kötet, Halle 1825–26, 3. kiad. Lipcse, 1853)
- Versuch einer geschichtl. Charakteristik der Volkslieder german. Nationen stb. (Lipcse, 1840)
- Die Unechtheit der Lieder Ossians (uo.)
- Geschichte der Colonisation von Neuengland (uo. 1847)
- Historical view of the Slavei languages (New-York, 1850)
- Gesammelte Novellen (2 kötet, Lipcse, 1874)